# Chiesa di San Bartolomeo (Sori)
La chiesa di San Bartolomeo è un luogo di culto cattolico situato nella frazione di San Bartolomeo, in via San Bartolomeo, nel comune di Sori, nella città metropolitana di Genova. La chiesa è sede della parrocchia omonima del vicariato di Bogliasco-Pieve-Sori dell'arcidiocesi di Genova.

## Storia e descrizione

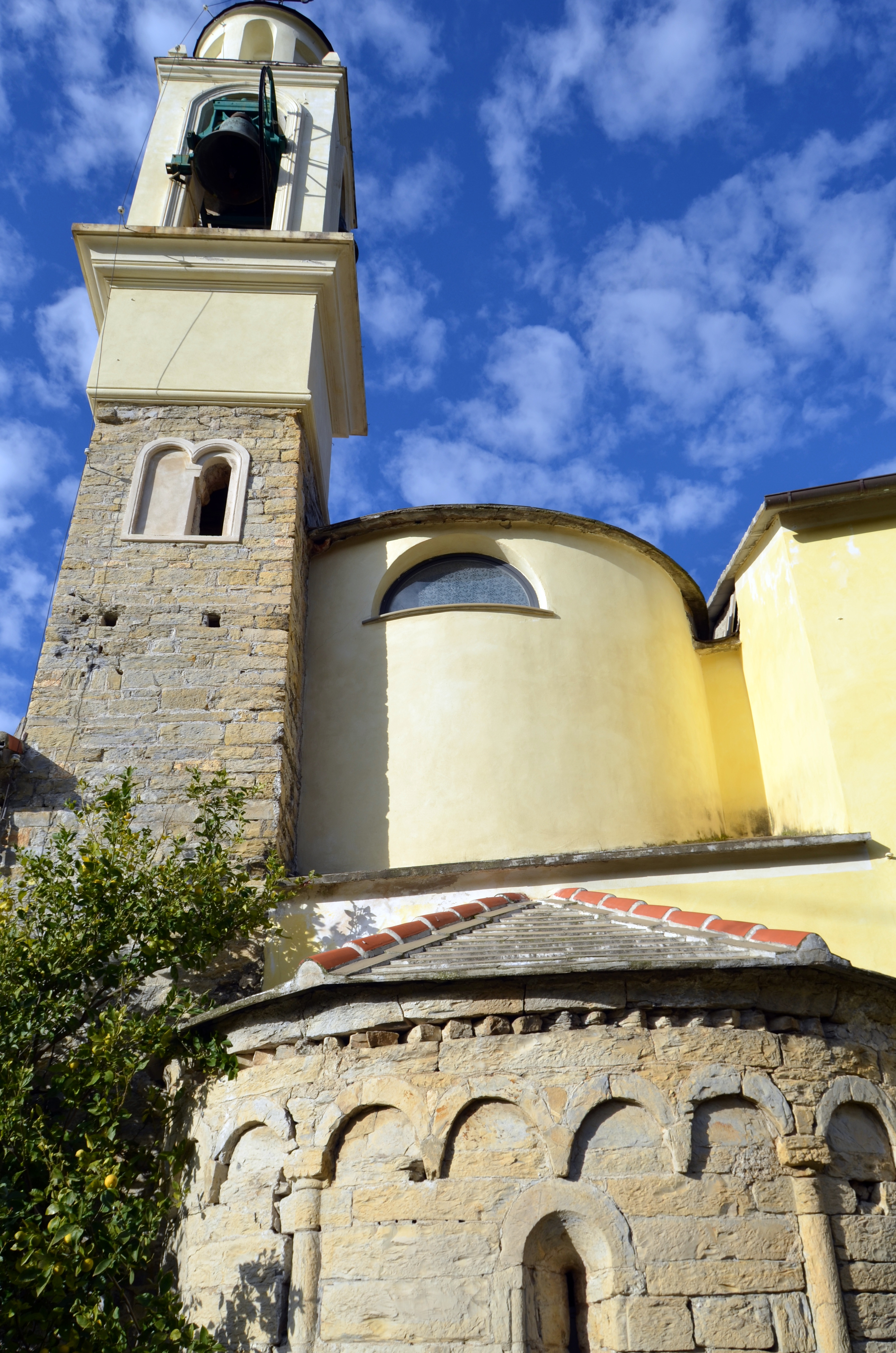
Particolare dell'abside esterno e del campanile

La chiesa, intitolata all'apostolo Bartolomeo e situata nella frazione omonima, è risalente al XII secolo e anticamente compare più volte con le denominazioni di Besovenico, Besenego, Bossonengo, Bussonengo. Della struttura originaria sono rimasti inalterati l'abside e il campanile con bifore.
Fu elevata al titolo di parrocchiale l'11 dicembre del 1638 in occasione della visita pastorale di Stefano Durazzo, cardinale e arcivescovo di Genova; la comunità religiosa fu così separata dalla parrocchia di Santa Margherita di Antiochia e già il 30 dicembre dello stesso anno fu nominato il primo parroco Andronico Capurro.
All'interno è conservata un'antica urna cineraria databile al periodo romano e illustrata in diversi atti della Società Ligure di Storia Patria di Genova. Risale al 1902 la costruzione del monumento a Gesù Redentore presso la cappella di Sant'Alberto.